# Московсько-новгородська війна (1456)
 Московсько-новгородська війна (1456) — короткочасний військовий конфлікт між Великим князівством Московським і Новгородською республікою. Тривав трохи менш як місяць (з січня по лютий 1456 року). Завершився підписанням Яжелбіцького миру, що поклав початок падіння Новгорода в залежність від Московії.

## Передумови
У другій чверті XV сторіччя в Великому Московському князівстві розгорнулася Громадянська війна між нащадками Дмитра Донського, що сперечалися за великокнязівський престол у Москві. На останньому етапі війни боротьба велася між двоюрідними братами Василем II Темним і Дмитром Шемякойю, який 1449 року перевіз в Новгород своїх дружину Софію, дочку Марію та сина Івана, й після поразки у битві під Галичем, сам знайшов притулок у Великому Новгороді, де раптово помер 19 липня 1453 року.
Василь Темний, скориставшись ситуацією, звинуватив новгородських бояр у зраді. Він почав готуватися до походу на Новгород.

## Воєнні дії

### Початок походу
В кінці січня 1456 року московські війська, спільно з татарською кіннотою, на чолі з Василем II виступили на Новгород. З огляду на те, що Василь II був сліпим і, до того ж невдалим воєначальником, він доручив очолити основні сили воєводам Іванові Стрига-Оболенському і Федорові Басьонкові.
Московський князь Василь Васильович з основними силами і союзними татарськими загонами (під командуванням «царевича Момотяка») пішов на Новгород і зайняв Яжелбіци, що розташовані на перехресті важливих шляхів, а на Русу направив загін для раптового захоплення міста («вигонну рать»). Цей загін складався з московитів і татар загальною чисельністю близько 5 тисяч (за даними з Літопису Авраамки), під командуванням Федора Басьонка і Семена Карамишева. «вигонна рать» легко захопила місто..
Дізнавшись про це, в той же день, на звільнення Руси висунулися новгородські війська, на чолі з князем Василем Васильовичем Низовським (Суздальський). Нашвидку зібраний загін складався з князівського двору і нечисленного війська з новгородських бояр, житьїх і «молодих» людей, якими командували новгородський посадник Іван Лукінич Щока і тисяцькі Василь Пантелейович і Єсіф Васильович Носов. За день рать перетнула кригою Ільменьське озеро і зупинилася на ночівлю у Взваді. Псковський князь Олександр Чарторийський, зі своїм двором і основними силами новгородського війська, ввечері встав на південь від Новгорода, у Миколи на Липні.

### Основні бойові дії
4 лютого відбувається битва під Руссою. Новгородці на чолі з Василем Суздальським, вийшли вранці зі Взваду, спробували відбити Русу і, попри перші успіхи, зазнали жорстокої поразки й втекли. Під час відступу багато було вбито, поранено або полонено. Серед загиблих згадуються новгородський боярин Єсіф Васильович Носов і син посадника Офонос Богданович, тисяцький Василь Олександрович Казимир був поранений. У полон потрапив посадник Михайло Туча.
Після цієї поразки новгородці намагаються почати переговори про мир, одночасно відправивши гінців до Пскову за допомогою. Проте, Василь продовжує розвивати успіх і завдає удар на півдні Новгородської землі. Основні сили, під командуванням великого московського князя тримають в облозі фортецю Дем'ян, проте, втративши (за повідомленням Літопису Авраамки) 15 «шестніков», відступають в Яжелбіци. 7 лютого інший московський загін після дводенної облоги й напруженого штурму взяла містечко Молвотіци. Ще один московський загін захопив містечко Стерж (на березі озера Стерж).

### Яжелбицький мир
Розгром новгородців під Руссою був першою серйозною поразкою Новгородської республіки за всю історію її існування. Попри допомогу Пскова, новгородське віче вирішило просити Москву про мир. Для цієї мети новгородці звернулися до новгородського архієпископа Євтимія II очолити новгородську делегацію. Євтимій, згодом канонізований як святий, користувався великим авторитетом як у Новгороді, так і за його межами. Попри похилий вік, він погодився вирушити до Яжелбіц, у ставку московського князя Василя II. Після кількох днів перемовин між Новгородом і Москвою було підписано Яжелбицька мирна угода.
За договором Новгородська республіка значно урізалася в правах. Новгород позбавлявся права зовнішніх зносин та законодавчих прав, вищою судовою інстанцією ставав Великий князь Московський, а новгородська вічова печатка і печатка посадників замінялися печаткою великого московського князя. Крім того, республіка зобов'язувалася виплатити Москві контрибуцію в розмірі 10 тисяч рублів. Репутація Новгорода була зіпсована. Під владу Москви перейшли великі новгородські волості — Бежецька, Волок-Ламська, Вологодська.